# Aeroportul Floriano
Aeroportul Floriano (IATA: FLB, ICAO: SNQG) este un aeroport din Piauí, Brazilia ce deservește zona Floriano. Aeroportul a fost tranzitat în 2008 de 7 pasageri.
Situat la o altitudine de 210 m, aeroportul dispune de 1 pistă.

## Infrastructură

### Piste
Aeroportul dispune de o singură pistă. Pista 16/34 are suprafața de asfalt și dimensiunile 1.800 m × 45 m. 